# Charles Martin Loeffler

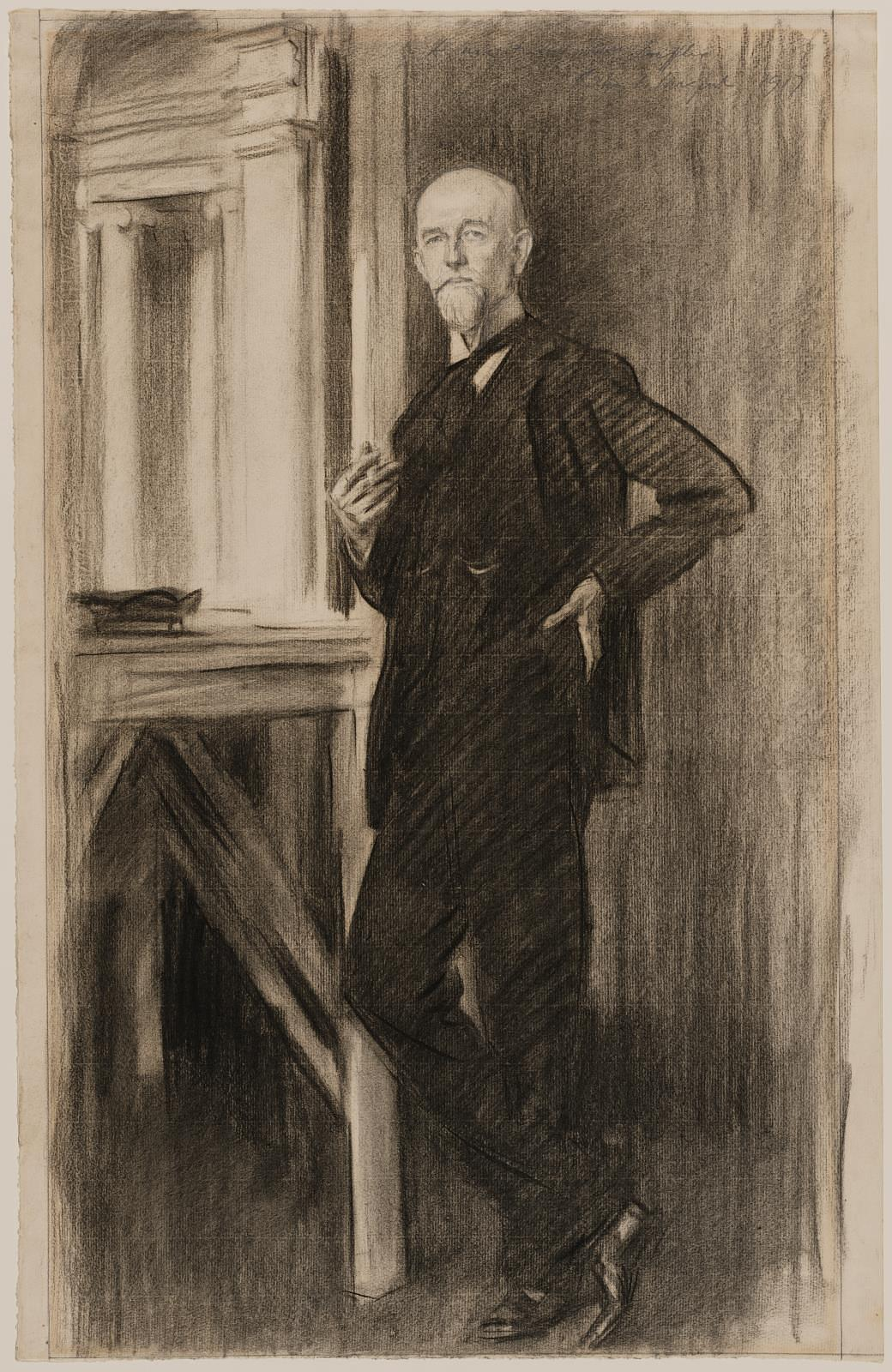
Charles Martin Loeffler

Charles Martin Loeffler (Mulhouse, 30 gennaio 1861 – Medfield, 19 maggio 1935) è stato un compositore e musicista tedesco naturalizzato statunitense.

## Biografia
Imparò a suonare il violino con gli insegnamenti di un musicista tedesco nella piccola città di Smjela vicino a Kiev. La sua famiglia si trasferì dapprima in Ungheria, poi in Svizzera nel 1873. All'età di 14 anni, Loeffler decise di diventare un musicista e andò a Berlino per studiare violino con Edouard Rappoldi, teoria con Friedrich Kiel, Joseph Joachim e Woldemar Bargiel. Successivamente andò a Parigi per perfezionarsi con Joseph Lambert Massart, Léonard, Guiraud (composizione) e assimilare lo stile puro ed elegante della scuola francese. Si unì alla Pasdeloup Orchestra e all'orchestra privata del barone Paul von Derwies.
Loeffler si identificò con la cultura alsaziana e fu amareggiato dopo che suo padre, un chimico agricolo e autore di testi pervasi da ideali repubblicani, fu imprigionato nella fortezza di Ehrenbreitstein dalle autorità prussiane. Nel 1881 emigrò negli Stati Uniti, dove si esibì in concerti orchestrali diretti da Leopold Damrosch, prima
di diventare membro della Boston Symphony Orchestra. Acquisì la cittadinanza statunitense nel 1887. Lasciata la Boston Symphony Orchestra nel 1903, si dedicò alla composizione e all'insegnamento. Nel 1910 Loeffler si trasferì a Medfield dove comprò una casa, allevò cavalli, si dedicò alla letteratura classica e contemporanea e si appassionò di gastronomia. In molte delle sue opere, Loeffler mostrò il suo amore per timbri insoliti e combinazioni strumentali.

## Opere
- Quartetto per archi in la minore (1889)
- Les Vieilles de l'Ukraine, Suite per violino e orchestra (1891)
- 4 Lieder op.5 (1893, rev.1904)
- 9 Lieder per viola e pianoforte, (1893-94, rev.1903)
- Quintetto per tre violini, viola e violoncello (ca.1894)
- Ottetto per due clarinetti, due violini , viola, violoncello, contrabbasso e arpa (ca.1896)
- La Mort de Tintagiles op.6, Poema sinfonico da Maeterlinck per due viole d'amore e orchestra (1896–7; versione del 1901 per viola d'amore e orchestra)
- Tre Rapsodies per voce, clarinetto, viola e pianoforte (1898)
- Due Rapsodie per oboe, viola e pianoforte (1901)
- La Villanelle du Diable op.9 per orchestra (1901)
- Salmo 137, op.3 per voce, due Flauti, arpa, organo e violoncello (1901)
- Ballade carnavalesque per flauto, oboe, sassofono, fagotto e pianoforte (1902)
- Poeme Paien (da Virgilio) per 13 strumenti (1901–02)
- Un Poema Pagano (da Virgilio) per orchestra con pianoforte obbligato, corno inglese e tre trombe (1907)
- 4 Poemi op.15 per voce e pianoforte (1905)
- The Passion of Hilarion, opera in un atto (da William Sharp) (1912–13)
- Musica per quattro strumenti ad arco per quartetto d'archi (1917, 1918–20)
- 5 Fantasie Irlandesi per voce e orchestra (1906-20) su testi di Yeats
- Memorie della mia Infanzia (Vita in un Villaggio Russo) per orchestra (1923)
- Clowns, Intermezzo per Jazzband (1928)
- Partita per violino e pianoforte (1930)
- La Prateria Solitaria, parafrasi da due Cowboy Songs per sassofono, viola d'amore e pianoforte (1930)